# RG-32 Scout
RG-32 Scout — південно-африканська повнопривідна легка панцирна машина компанії BAE Systems Land Systems South Africa — одному з підрозділів компанії BAE Systems. Машина збудована у декількох модифікаціях на базі RG-31 Nyala, що широко використовуються у миротворчих операціях.

## Конструкція
Кузов машини типу монокок з 4 дверима, двома люками на даху з'єднано зварюванням з панцирних плит. Машина передбачає перевезення водія+4 бійців з спорядженням у стандартному компонуванні і водія+6 бійців при використанні всього об'єму кабіни. Передбачено при перевезенні 5 осіб місце для їхнього спорядження, спецтехніки, запасів для 48-годинної бойової місії. Базова модель має 1 рівень захисту по стандарту STANAG 4569 — може витримати попадання 7,62-мм і 5,56-мм куль на відстані 30 м. Машина може витримати потрапляння гранати, коктейлю Молотова, вибух протипіхотної міни. При встановленні зовні на болтах модулів додаткового захисту можна досягнути 2 рівня захисту STANAG 4569. Спеціальна модифікація витримує вибух протитанкової міни ТМ-57. У корпусі передбачені бійниці для стрілецької зброї. на даху можливе встановлення бойового модуля з 12,7-мм і 7,62-мм кулеметами.
Транспортний літак C-130 Hercules може одночасно перевозити дві RG-32 Scout.
Північну модифікацію машини для температури до −35 °C виготовили для Швеції, Фінляндії. Перший зразок RG-32 з передбачених 380 машин надійшов у травні 2005 до Швеції. Він отримав позначення Terrängbil 16 Galten (Всюдихідна машина 16 Кабан). Збройні сили Швеції отримали перші машини на початку 2006, а у березні 2010 модифіковані машини з тепловізором, бойовим модулем. Машини призначались для перекидання військ і мало використовуються.

### Мотор
Рядний 6-циліндровий турбодизель робочим об'ємом 3,2 л австрійської компанії Steyr-Daimler-Puch розвиває потужність 181 к.с.. При виключенні системи очищення вихлопних газів потужність зростає до 215 к.с. Трансмісія отримала автоматичну 5-ступінчасту коробку передач Allison 1000, систему блокування міжосьового диференціала, тягу Панара, підвіска гідравлічні амортизатори подвійної дії, кермо гідравлічний підсилювач.

## Модифікації
- RG-32M Standard (Екіпаж 4)
- RG-32M Full armour (Екіпаж 8) з посиленим захистом
- RG-32M LTV (Light Tactical Vehicle) — легка патрульна машина з протимінним захистом

## RG-32M LTV
Ця модифікація була презентована у лютому 2009 на міжнародній виставці озброєння. RG-32M LTV отримала просторішу кабіну завдяки встановленню товстішого куленепробивного скла зовні кузова, клиноподібне дно для захисту від мін, що посилило захист екіпажу. Ширина зросла на 200 мм, висота на 50 мм. Машина має 2 рівень захисту STANAG 4569 і протимінний рівень 2а і 2b (під колесом і під центром).
Завдяки більшій вантажопідйомності у 2,0 т, новому відсіку завантаження машина може перевозити протиракетне обладнання. Машина може отримувати оснащення відповідно до запланованої місії. Машина привернула увагу військових Ірландії, які вирішили першими придбати машини для свого миротворчого контингенту. З 2010 була презентована під назвою RG Outrider (Верщник) у США, чиї військові використовують її в Афганістані.

## Країни-оператори RG-32
- ПАР
- Швеція — 260+120
- Фінляндія — 74
- Єгипет — 180
- ООН
- Ірландія
- Грузія
- Словаччина